# Dallas-Fort Worth Film Critics Association Award per il miglior regista
Il Dallas-Fort Worth Film Critics Association Award per il miglior regista (Dallas-Fort Worth Film Critics Association Award for Best Director) è una categoria di premi assegnata dalla Dallas-Fort Worth Film Critics Association per il miglior regista dell'anno. 

## Vincitori e candidati
I vincitori sono indicati in grassetto.  

### Anni 1990
- 1990: Kevin Costner - Balla coi lupi (Dances with Wolves)
- 1991: Oliver Stone - JFK - Un caso ancora aperto (JFK)
- 1992: Clint Eastwood - Gli spietati (Unforgiven)
- 1993: Steven Spielberg - Schindler's List - La lista di Schindler (Schindler's List)
- 1994: Quentin Tarantino - Pulp Fiction
- 1995: Mike Figgis - Via da Las Vegas (Leaving Las Vegas)
- 1996: Joel Coen - Fargo
- 1997: James Cameron - Titanic
- 1998: Steven Spielberg - Salvate il soldato Ryan (Saving Private Ryan)
- 1999: Sam Mendes - American Beauty

### Anni 2000
- 2000: Steven Soderbergh - Traffic

- 2001: Ron Howard - A Beautiful Mind

- 2002: Peter Jackson - Il Signore degli Anelli - Le due torri (The Lord of the Rings: The Two Towers)

- 2003: Peter Jackson - Il Signore degli Anelli - Il ritorno del re (The Lord of the Rings: The Return of the King)

- 2004: Martin Scorsese - The Aviator

- 2005
  1. Ang Lee - I segreti di Brokeback Mountain (Brokeback Mountain)
  2. George Clooney - Good Night, and Good Luck.
  3. Bennett Miller - Truman Capote - A sangue freddo (Capote)
  4. Peter Jackson - King Kong
  5. Paul Haggis - Crash - Contatto fisico (Crash)

- 2006
  1. Martin Scorsese - The Departed - Il bene e il male (The Departed)
  2. Paul Greengrass - United 93
  3. Alejandro González Iñárritu - Babel
  4. Clint Eastwood - Lettere da Iwo Jima (Letters from Iwo Jima)
  5. Stephen Frears - The Queen - La regina (The Queen)

- 2007: Joel ed Ethan Coen - Non è un paese per vecchi (No Country for Old Men)

- 2008
  1. Danny Boyle - The Millionaire (Slumdog Millionaire)
  2. David Fincher - Il curioso caso di Benjamin Button (The Curious Case of Benjamin Button)
  3. Christopher Nolan - Il cavaliere oscuro (The Dark Knight)
  4. Gus Van Sant - Milk
  5. Ron Howard - Frost/Nixon - Il duello (Frost/Nixon)

- 2009
  1. Jason Reitman - Tra le nuvole (Up in the Air)
  2. Kathryn Bigelow - The Hurt Locker
  3. Lee Daniels - Precious
  4. Joel ed Ethan Coen - A Serious Man
  5. Quentin Tarantino - Bastardi senza gloria (Inglourious Basterds)

### Anni 2010
- 2010
  1. David Fincher - The Social Network
  2. Danny Boyle - 127 ore (127 Hours)
  3. Darren Aronofsky - Il cigno nero (Black Swan)
  4. Christopher Nolan - Inception
  5. Tom Hooper - Il discorso del re (The King's Speech)

- 2011
  1. Alexander Payne - Paradiso amaro (The Descendants)
  2. Michel Hazanavicius - The Artist
  3. Terrence Malick - The Tree of Life
  4. Martin Scorsese - Hugo Cabret (Hugo)
  5. Woody Allen - Midnight in Paris

- 2012
  1. Kathryn Bigelow - Zero Dark Thirty
  2. Steven Spielberg - Lincoln
  3. Ben Affleck - Argo
  4. Ang Lee - Vita di Pi (Life of Pi)
  5. Wes Anderson - Moonrise Kingdom - Una fuga d'amore (Moonrise Kingdom)

- 2013
  1. Alfonso Cuarón - Gravity
  2. Steve McQueen - 12 anni schiavo (12 Years a Slave)
  3. Alexander Payne - Nebraska
  4. David O. Russell - American Hustle - L'apparenza inganna (American Hustle)
  5. Martin Scorsese - The Wolf of Wall Street

- 2014
  1. Alejandro González Iñárritu - Birdman (Birdman or (The Unexpected Virtue of Ignorance))
  2. Richard Linklater - Boyhood
  3. Wes Anderson - Grand Budapest Hotel (The Grand Budapest Hotel)
  4. David Fincher - L'amore bugiardo - Gone Girl (Gone Girl)
  5. Ava DuVernay - Selma - La strada per la libertà (Selma)

- 2015
  1. Alejandro González Iñárritu - Revenant - Redivivo (The Revenant)
  2. Tom McCarthy - Il caso Spotlight (Spotlight)
  3. George Miller - Mad Max: Fury Road
  4. Todd Haynes - Carol
  5. Denis Villeneuve - Sicario

- 2016
  1. Barry Jenkins - Moonlight
  2. Damien Chazelle - La La Land
  3. Kenneth Lonergan - Manchester by the Sea
  4. David Mackenzie - Hell or High Water
  5. Denis Villeneuve - Arrival

- 2017
  1. Guillermo del Toro -  La forma dell'acqua - The Shape of Water (The Shape of Water)
  2. Greta Gerwig -  Lady Bird
  3. Christopher Nolan -  Dunkirk
  4. Steven Spielberg -  The Post
  5. Jordan Peele -  Scappa - Get Out (Get Out)

- 2018
  1. Alfonso Cuarón - Roma
  2. Bradley Cooper - A Star Is Born
  3. Yorgos Lanthimos - La favorita (The Favourite)
  4. Spike Lee - BlacKkKlansman
  5. Adam McKay - Vice - L'uomo nell'ombra (Vice)

- 2019
  1. Sam Mendes - 1917
  2. Bong Joon-ho - Parasite (Gisaengchung)
  3. Martin Scorsese - The Irishman
  4. Quentin Tarantino - C'era una volta a... Hollywood (Once Upon a Time in... Hollywood)
  5. Noah Baumbach - Storia di un matrimonio (Marriage Story)

### Anni 2020
- 2020
  1. Chloé Zhao - Nomadland
  2. Emerald Fennell - Una donna promettente (Promising Young Woman)
  3. Regina King - Quella notte a Miami... (One night in Miami...)
  4. David Fincher - Mank
  5. Aaron Sorkin - Il processo ai Chicago 7 (The Trial of the Chicago 7)
- 2021[1]
  1. Jane Campion - Il potere del cane (The Power of the Dog)
  2. Steven Spielberg - West Side Story
  3. Kenneth Branagh - Belfast
  4. Denis Villeneuve - Dune
  5. Paul Thomas Anderson - Licorice Pizza
- 2022[2]
  1. Daniel Kwan e Daniel Scheinert – Everything Everywhere All at Once
  2. Steven Spielberg – The Fabelmans
  3. Todd Field – Tár
  4. Martin McDonagh – Gli spiriti dell'isola (The Banshees of Inisherin)
  5. Sarah Polley – Women Talking

- 2023[3]
  1. Christopher Nolan – Oppenheimer
  2. Martin Scorsese – Killers of the Flower Moon
  3. Alexander Payne – The Holdovers - Lezioni di vita (The Holdovers)
  4. Yorgos Lanthimos – Povere creature! (Poor Things)
  5. Celine Song – Past Lives

- 2024[4]
  1. Sean Baker – Anora
  2. Brady Corbet – The Brutalist
  3. Denis Villeneuve – Dune - Parte due (Dune: Part Two)
  4. Coralie Fargeat – The Substance
  5. RaMell Ross – Nickel Boys